# Timothy Radcliffe

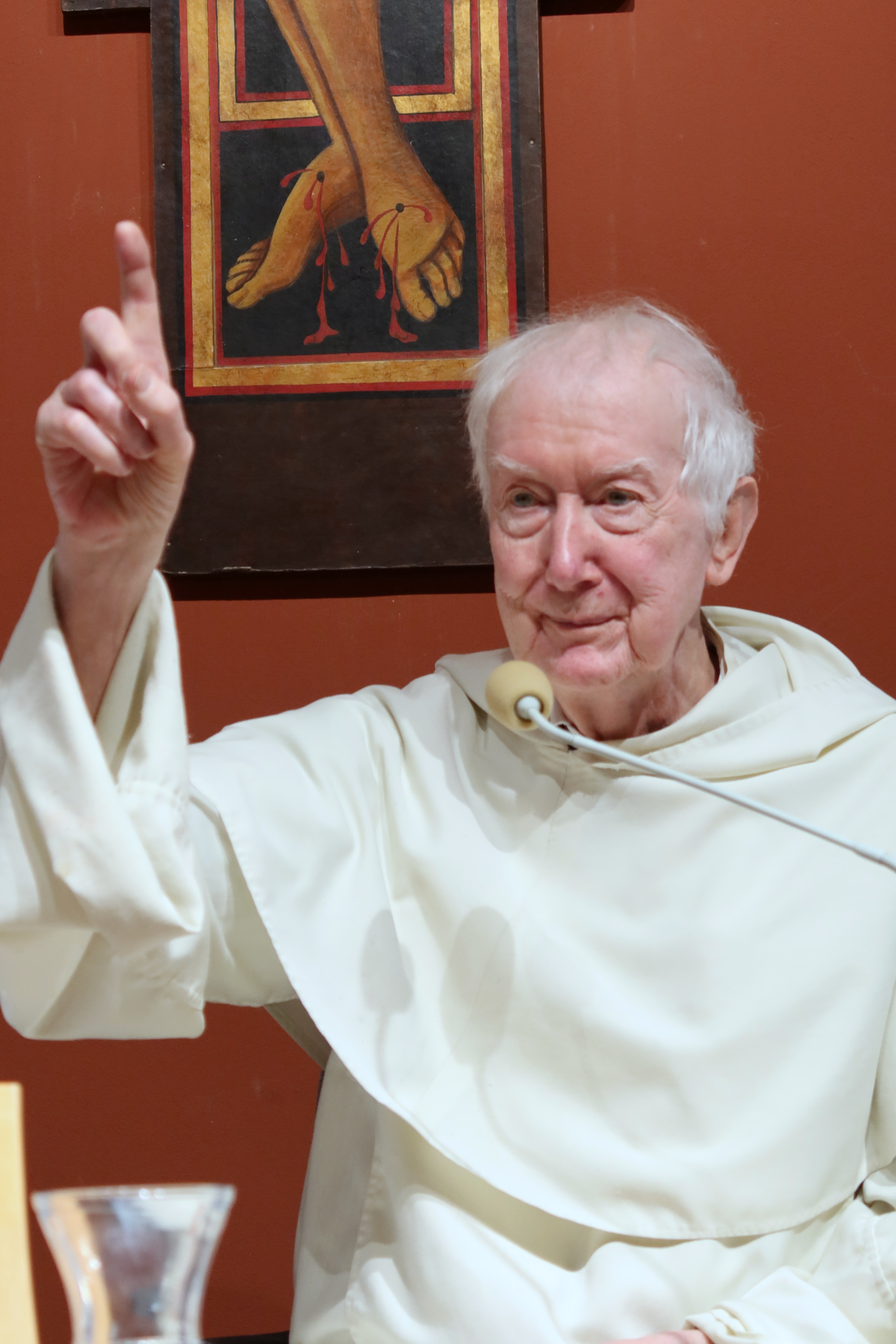
Timothy Radcliffe OP w warszawskim klasztorze dominikanów na Służewie; Warszawa, 22 lutego 2025

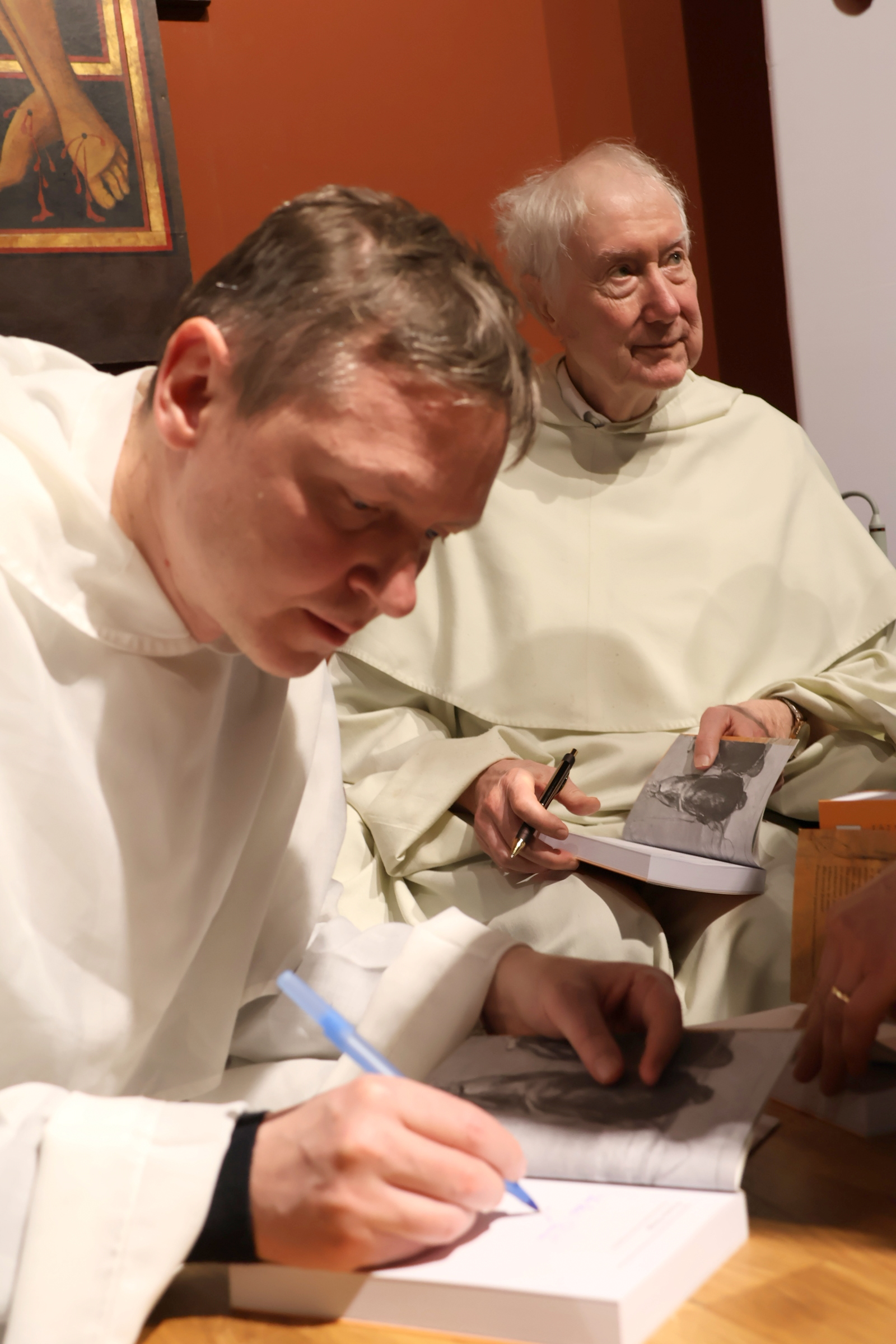
Z Łukaszem Popko OP – dominikaninem, biblistą, wykładowcą w École Biblique et Archéologique w Jerozolimie, podczas spotkania poświęconego polskiemu wydaniu ich książki pt. Questioning God (Pytanie Boga, 2025); Warszawa, 22 lutego 2025

Timothy Radcliffe OP (ur. 22 sierpnia 1945 w Londynie) – angielski duchowny rzymskokatolicki, dominikanin, generał zakonu kaznodziejskiego w latach 1992–2001, kardynał od 2024.

## Życiorys
Święcenia kapłańskie przyjął 2 października 1971. W latach 1992–2001 generał zakonu kaznodziejskiego oraz wieloletni profesor Nowego Testamentu na Uniwersytecie Oksfordzkim.
6 października 2024 podczas modlitwy Anioł Pański papież Franciszek ogłosił jego nominację kardynalską. Na prośbę Radcliffe'a papież udzielił mu zgody na noszenie białego habitu, zamiast kardynalskiej purpury. Nie przyjął też sakry biskupiej. Na konsystorzu 7 grudnia 2024 został kreowany kardynałem diakonem kościoła Najświętszych Imion Jezusa i Maryi przy Via Lata. Brał udział w konklawe 2025, które wybrało papieża Leona XIV.
W 2003 został odznaczony tytułem doktora honoris causa prawa na Oksfordzkim i w 2024 na Liverpool Hope University (Hon. DD).

## Publikacje

### Książki w języku angielskim  i francuskim
- Sing a New Song. The Christian Vocation. Dublin: Dominican Publications, 2000. ISBN 1-871552-70-2;
- "Je vous appelle amis". Entretiens avec Guillaume Goubert. Paris: La Croix – Les Éditions du Cerf, 2000. ISBN 978-2204064873;
- I Call You Friends. London: Continuum, 2001. ISBN 0-8264-7262-1;
- Seven Last Words. London: Burns & Oates, 2004. ISBN 0-86012-365-0;
- What Is the Point of Being A Christian?. London and New York: Burns & Oates, 2005. ISBN 0-86012-369-3;
- Just One Year: Prayer and Worship through the Christian Year, edited by Timothy Radcliffe with Jean Harrison. London: Darton, Longman & Todd for CAFOD and Christian Aid, 2006. ISBN 0-232-52669-9;
- Why Go to Church? The Drama of the Eucharist London: Continuum, 2008. ISBN 978-0-8264-9956-1. Archbishop of Canterbury's Lent book 2009;
- Christians and Sexuality in the Time of AIDS, with Lytta Bassett. London: Continuum. ISBN 978-0-8264-9911-0;
- Take the Plunge: Living Baptism and Confirmation. London: Burns & Oates, 2012. ISBN 978-1-4411-1848-6;
- The Hope that is Within You: Interviewed by Raymond Friel. Redemptorist Publications. April 2016. ISBN 978-0-85231-463-0;
- Alive in God: A Christian Imagination London: Bloomsbury Continuum 2019. ISBN 978-1-4729-7020-6;
- Questioning God (with Łukasz Popko; Foreword: Pope Francis); London: Bloomsbury Continuum 2023. ISBN 9781399409254.

### Przekłady na język polski
- Globalna nadzieja (Wydawnictwo "W Drodze", 2001, ISBN 83-7033-529-2),
- Siedem ostatnich słów (Wydawnictwo "W Drodze", 2006, ISBN 83-7033-569-1),
- Po co być chrześcijaninem? (Wydawnictwo Salwator 2007, ISBN 978-83-60703-43-4),
- Po co chodzić do kościoła? (Wydawnictwo "W Drodze", 2009, ISBN 978-83-7033-714-8)
- Daj nura.  Życie po chrzcie i bierzmowaniu (Wydawnictwo "W Drodze" 2013, ISBN 978-83-7033-883-1),
- Pytanie Boga (z Łukaszem Popko OP; przedmowa: Papież Franciszek; Wydawnictwo "W Drodze" 2025, ISBN 978-83-7906-786-2).

W 2002 ukazała się ponadto książka "Nazwałem was przyjaciółmi". Z Ojcem Timothym Radcliffe'em OP rozmawia Guillaume Goubert (Wydawnictwo "Znak" – Wydawnictwo "W Drodze", Kraków-Poznań 2002, ISBN 978-83-240-0151-4).

### Listy do Zakonu
- Vowed to Mission (1994)
- The Wellspring of Hope. Study and the Annunciation of the Good News (1996)
- The Identity of Religious Today (1996)
- Dominican Freedom and Responsibility. Towards a Spirituality of Government (1997)
- The Bear and the Nun. What is the Sense of Religious Life Today! (1998)
- The Promise of Life (1998)
- The Rosary (1998)
- Letter to our brothers and sisters in initial formation (1999)
- To Praise, to Bless, to Preach. The Mission of the Dominican Family (2000)
- The Throne of God (2000)
- St Catherine of Siena (1347–1380) Patroness of Europe (2000)
- The Parable of the Good Samaritan (2001)
- "A city set on a hilltop cannot be hidden" A Contemplative Life (2001)
- Mission to a Runaway World: Future Citizens of the Kingdom (2002)